# Tibouchina echinata
Tibouchina echinata är en tvåhjärtbladig växtart som först beskrevs av Hipólito Ruiz López och Pav., och fick sitt nu gällande namn av Célestin Alfred Cogniaux. Tibouchina echinata ingår i släktet Tibouchina och familjen Melastomataceae. Inga underarter finns listade i Catalogue of Life.